# Катеринівська миля
Катеринівська миля — пам'ятки історії та архітектури, дорожні знаки, побудовані в 1784–1787 роках на передбачуваному шляху проходження російської імператриці Катерини II.

## Історія спорудження
У 1787 році відбулася важлива для Російської імперії подія — поїздка Катерини II до Криму. Цей захід переслідував насамперед геополітичну мету. Влада Росії бажала продемонструвати своїм політичним опонентам в Європі і Азії «незаперечні права» на включення Криму та інших територій Південної України до складу імперії.
У 1784 році розпочалося будівництво траси з Санкт-Петербурга в Тавриду. Проєкт передбачав не лише шосейну дорогу, але і шляхові палаци, павільйони, станції, стайні, мости, тріумфальні арки, а також своєрідні десятиверстові знаки. Вони не мали аналогів в історії дорожнього будівництва в Російській імперії, і після поїздки Катерини II до Криму стали називатися Катеринівськими милями.
Ініціатором встановлення цих знаків, мабуть, був правитель Таврійської області Василь Васильович Нечуй-Коховський. Його пропозиція князю Григорію Олександровичу Потьомкіну була схвалена і Катеринославський і Таврійський генерал-губернатор, князь Г. А. Потьомкін дав у вересні 1784 розпорядження про будівництво миль (дорожніх знаків). Він же затверджував малюнки звичайних верстових і десятиверстових знаків. Вважають, що милі в Криму споруджувалися за проєктом архітектора Івана Старова. До теперішнього часу збереглися тільки «милі» (десятиверстові). Про верстові стовпи інформації немає.
«Катеринівські милі», висловлюючись сучасною мовою, були типовими. Милі, які знаходяться в Криму являють собою нижню частину колони тосканського ордеру з шестигранним перехопленням посередині і конусоподібним завершенням, встановлену на квадратному в плані постаменті. Споруджувалися вони з блоків білого каменю-вапняку (бодракських, інкерманських та інших каменоломень). Загальна висота — близько 3,5 м. Діаметр фусту колони — близько 0,8 м. Основа у верхній частині по периметру вінчається профільованим карнизом. Добре підігнані, тесані, кам'яні блоки складені на вапняному розчині.
Первісна кількість миль невідома, але якщо врахувати, що шлях прямування імператриці становив не менше 550 миль, то їх повинно було бути близько 55 одиниць.
Виготовленням та встановленням «миль» за маршрутами Бериславль — Перекоп — Ак-Мечеть і Севастополь — Бахчисарай — Ак-Мечеть — Карасубазар — Феодосія керував В. В. Нечуй-Коховський. Виготовляли їх, як і версти, в Криму.
Три дорожніх знаки, що від Дніпра до Берислава, відрізняються за зовнішнім виглядом від тих, що знаходяться в Криму. Історія їх встановлення невідома, але можна припустити, що їх також встановили під час підготовки дороги до подорожі Катерини II.

## Доля пам'ятників
На початку 30-х рр. XIX ст. в Криму було зареєстровано 12 Катеринівських миль. У радянський час їх велика частина, як «символи царизму», була знищена.

## Сучасний стан
До теперішнього часу повністю або частково збереглося шість Катеринівських миль в Криму, дві на території Дніпропетровської області і одна в Херсонській області.
У Криму:
- Одна в Севастополі на Північній стороні, на вулиці Челюскінців, у парку Учкуївка. 
(44°38′19.55″ пн. ш. 33°32′29.80″ сх. д. / 44.6387639° пн. ш. 33.5416111° сх. д.).
- Інша — в Бахчисараї поруч з Ханським палацом. Бахчисарайська миля являє собою прямокутну в плані основу (близько 1,2 х 1,2 м) висотою близько 1 м, на якій встановлена колона. Остання є ніби нижньою частиною класичної колони тосканського ордеру. У верхній частині колони — шестигранний потовщення, на двох площинах якого вирубані написи російською і татарською мовами: «Блаженной памяти Императрица Екатерина II изволила быть в Бакчисарае в 1787 году мая 14» (західний фасад). На північно-західному фасаді текст виконаний арабською в'яззю (6 рядків). Це була єдина миля, увінчана в XIX ст. двоголовим металевим орлом. Спочатку він був встановлений над порталом, так званих, Залізних дверей Бахчисарайського палацу. Після 1917 року герб було демонтовано. 
(44°44′56.78″ пн. ш. 33°52′56.31″ сх. д. / 44.7491056° пн. ш. 33.8823083° сх. д.).
- Третя — на трасі Н06 Сімферополь — Севастополь, на повороті не доїжджаючи 1 км до с. Севастянівка. Відома у місцевих жителів також під назвою «Катькин камінь». Матеріал — тесані блоки каменю-вапняку (мабуть, з бодракського кар'єру) на вапняному розчині. Побілена в білий колір. Загальна висота милі — 3,8 м. Умовно вона складається з двох різнохарактерних частин: майже кубічної нижньої частини і колоноподібної верхньої. Нижня частина — квадратна в плані (1,25 х 1,25 м), з триступінчастим невеликим цоколем. Верхня частина кубоподібного об'єму оперізується по периметру поличкою з викружкою. Друга частина, що увінчує, складається з фрагмента тосканської колони (плита, вал, поличка і вельми укорочений фуст). Фуст — діаметром 0,84 м, у верхній частині має нетрадиційне потовщення — шестигранний, в плані, об'єм, площини якого, що сполучаються, розчленовані вертикальними жолобками. Розмір кожної площини — 0,48×0,82 м. 
(44°48′57.71″ пн. ш. 33°56′48.31″ сх. д. / 44.8160306° пн. ш. 33.9467528° сх. д.).
- Четверта — миля, розташовувалася між селами Насипне і Первомайське, при повороті на село Відважне, була зруйнована в 1998 році. Тоді ж шматки милі перевезли у двір краєзнавчого музею в Старому Криму. Співробітники музею заново «зібрали» милю, і тепер вона у відреставрованому вигляді зберігається у дворі музею. 10 травня 2010 року на трасі Сімферополь — Феодосія на повороті в село Відважне встановлено пам'ятний знак у вигляді катерининської милі. 
(45°01′45″ пн. ш. 35°05′19″ сх. д. / 45.02917° пн. ш. 35.08861° сх. д.).
- П'ята — на 29-му км шосе Сімферополь — Феодосія (біля села Квіткове). Була відновлена 12.07.2012. Це реконструкція на старому постаменті по типу інших збережених в Криму знаків. 
(45°03′53.30″ пн. ш. 34°25′40.80″ сх. д. / 45.0648056° пн. ш. 34.4280000° сх. д.)
- Шоста — знаходиться на території військового полігону на північ від гори Агармиш на місці старої дороги в Карасубазар. Вона збереглася добре.
45°04′21″ пн. ш. 35°04′19″ сх. д. / 45.072597° пн. ш. 35.072077° сх. д.

На території Дніпропетровської області збереглися лише дві «милі»:
- Одна в Дніпрі — в центрі міста на Соборній площі;
- Інша — в селі Волоське Дніпровського району (частково зруйнована).

На території Херсонської області:
- Одна миля — біля села Осокорівка в Нововоронцовському районі. 
(47°27′00.2″ пн. ш. 33°52′28.4″ сх. д. / 47.450056° пн. ш. 33.874556° сх. д.).

## Світлини

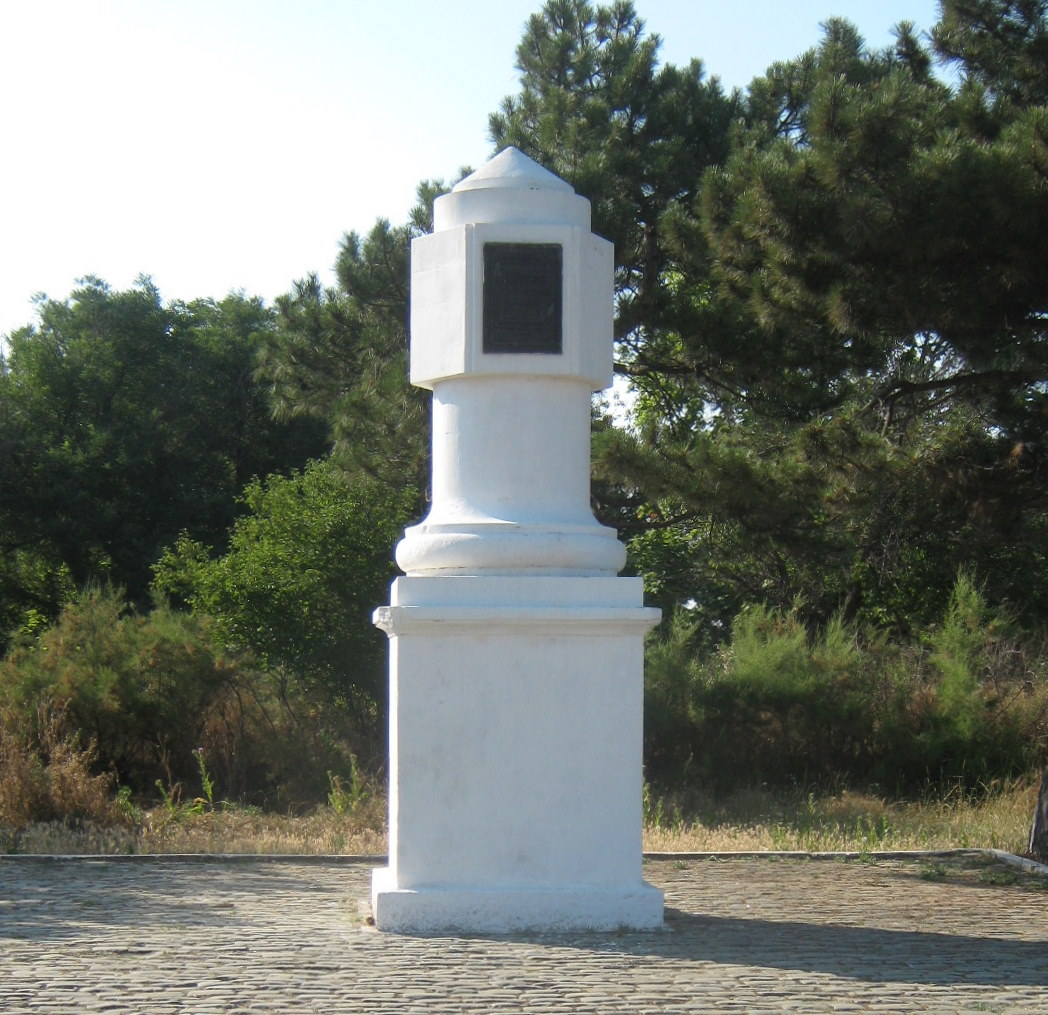
Катеринівська миля у Севастополі
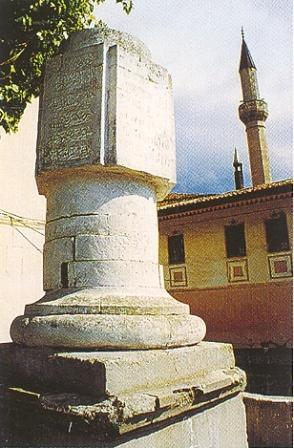
Катеринівська миля в Бахчисараї
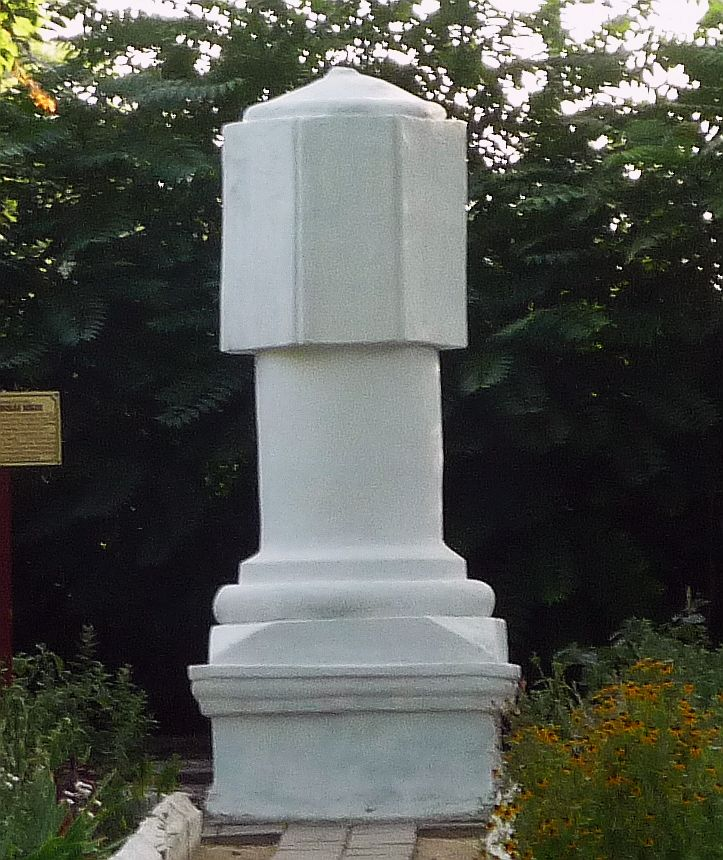
Катеринівська миля в Старому Криму
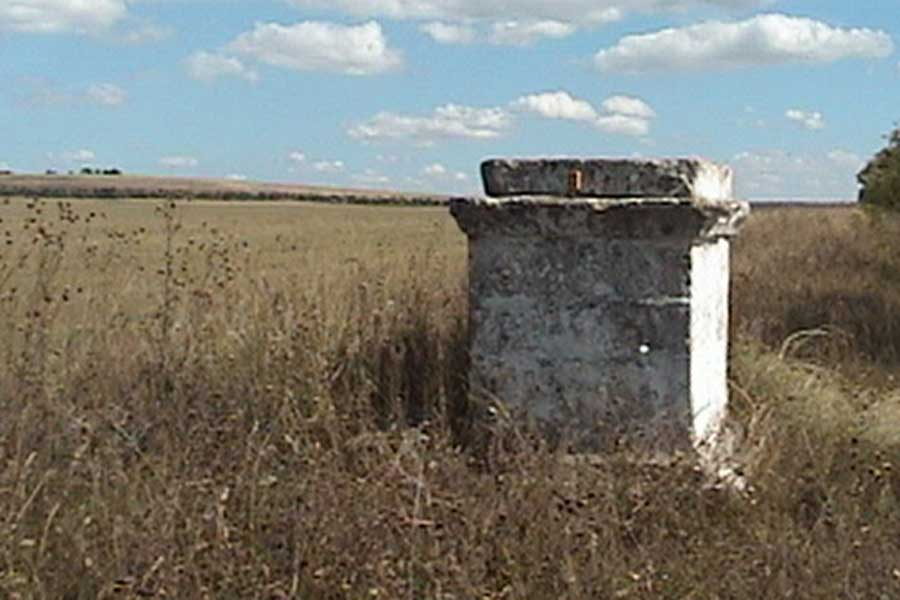
Залишки Катеринівської милі біля села Квіткове, від неї залишався один постамент (липень 2011)
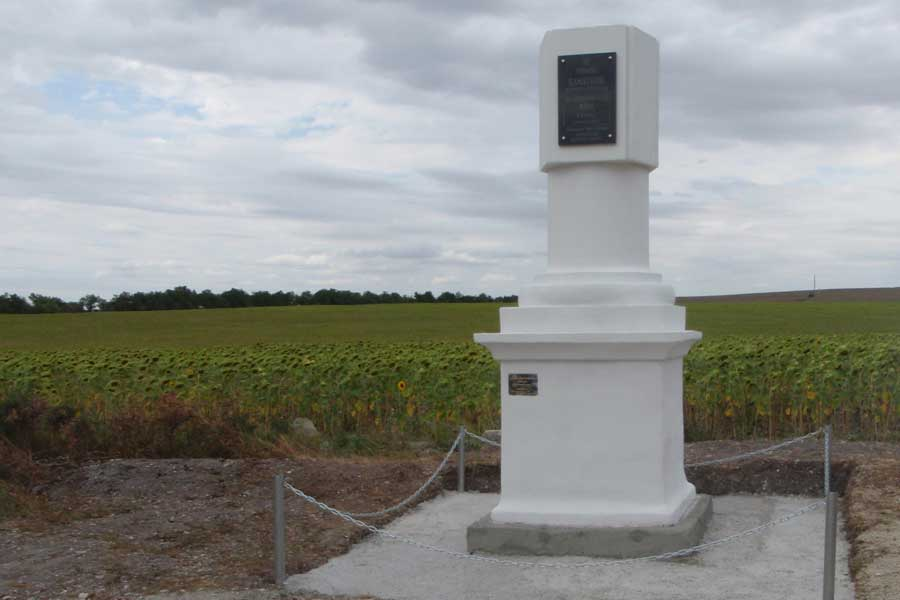
Катеринівська миля біля села Квіткове, що була реконструйована за зразком збережених в Криму миль (2012)
Катеринiвська миля на старокримському військовому полігоні[3]
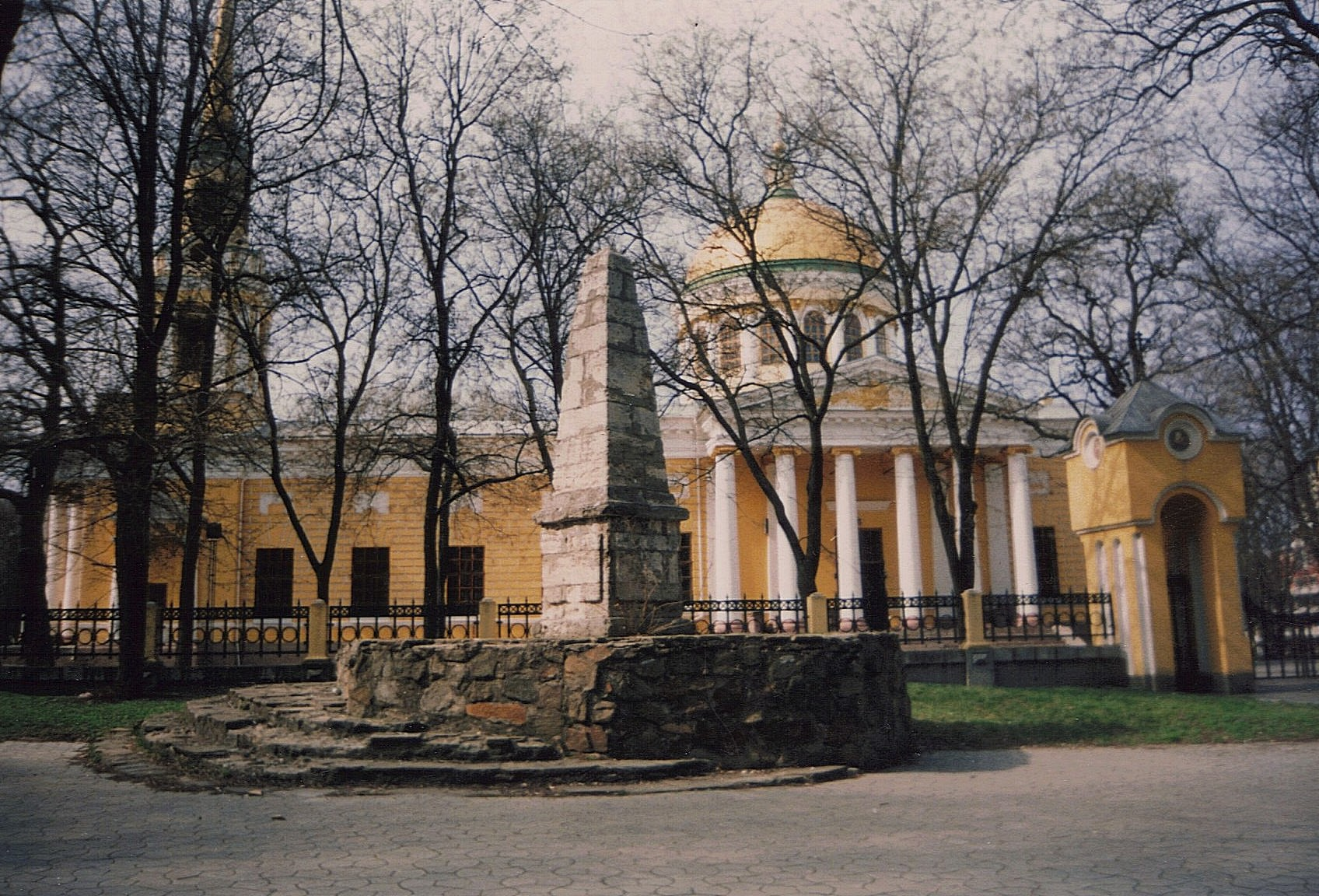
Катеринівська миля в Дніпрі
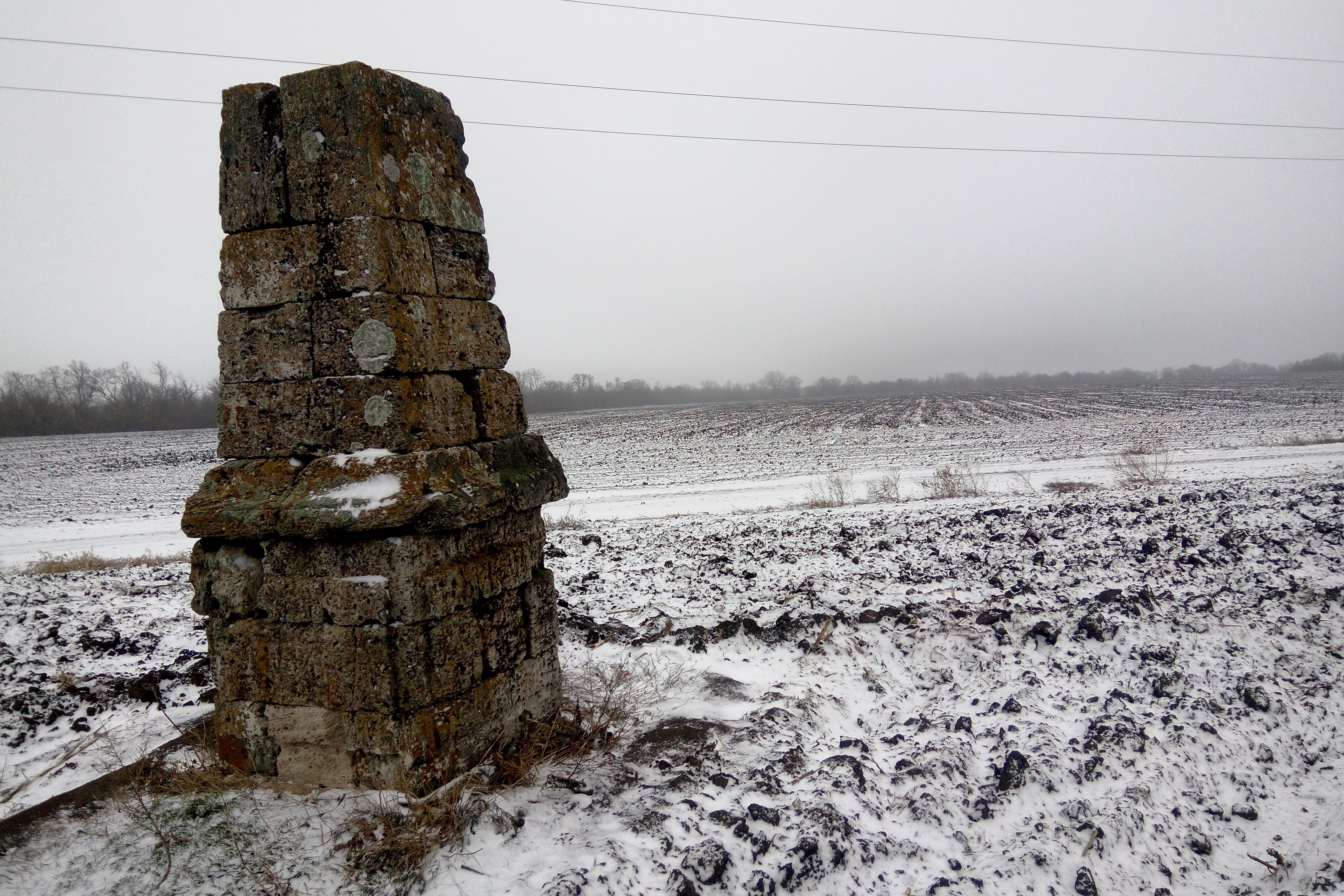
Катеринівська миля біля села Волоське на Дніпропетровщині